# Морейн (езеро)
Морейн (на английски: Lake Moraine – буквално „езеро Морена“) е ледниково езеро в канадските Скалисти планини на територията на Национален парк „Банф“, провинция Алберта, Канада.
Намира се на 14 km от село Лейк Морейн (езеро Луиз), в Долината на десетте върха, на 1885 метра надморска височина. Площта на езерото е 485 декара.
Морейн, бидейки захранвано от ледници езеро, достига пълноводие в средата на юни. Водата му е оцветена в уникален нюанс на синьо заради скалното брашно, което се втича с ледниковата вода.

## Туризъм
Езерото се счита за най-красивото езеро в канадските Скалисти планини и е едно от трите основни места за посещение в националния парк (след Банф и езерото Луиз).